# Leopold
Leopold is een jongensvoornaam die veel in (Duitse, Oostenrijkse) adellijke families voorkomt, met name in het Belgisch koningshuis, waar men teruggreep op voorgangers met dezelfde naam.

## Etymologie
De naam is afkomstig van het Duitse Liutbald. "Liut" betekent "volk" in oud Hoogduits, en "bald" betekent "boud" of "dapper".

## Belgische monarchie
- Leopold I van België (1790-1865)
- Leopold II van België (1835-1909)
- Leopold van België (1859-1869), ook bekend als prins Leopold
- Leopold III van België (1901-1983)

## Andere bekende naamdragers
Anhalt-Dessau
- Leopold I
- Leopold II Maximiliaan
- Leopold III Frederik Frans
- Leopold IV Frederik

Heilige Roomse Rijk
- keizer Leopold I
- keizer Leopold II

Overigen
- Leopold Willem van Oostenrijk (1614-1662), landvoogd van de Zuidelijke Nederlanden (1647-1656), en aartsbisschop van Maagdenburg (1631-1638)
- Leopold van Beieren (1846), Beiers edelman en veldmaarschalk
- Leopold van Beieren (1943), Beiers edelman en autocoureur
- Leopold van Bourbon-Sicilië, prins van Salerno
- Leopold van Bourbon-Beide Siciliën, graaf van Syracuse
- Leopold van Lotharingen
- Leopold Vermeiren
- Leopold Mozart